# Il bacio della donna ragno (opera teatrale)
Il bacio della donna ragno (El beso de la mujer araña) è un dramma dello scrittore argentino Manuel Puig, adattamento teatrale del suo romanzo omonimo. Scritta nel 1983 e portata in scena per la prima volta a Londra nel 1985, la pièce si concentra esclusivamente sul rapporto tra i due protagonisti, eliminando tutti gli altri personaggi del romanzo.

## Trama
In una prigione di Buenos Aires due detenuti, Luis Molina e Valentín Arregui, dividono una cella: il primo è una donna transgender, mentre l'altro è un rivoluzionario marxista. Nonostante le notevoli differenze, i due si avvicinano nel corso della convivenza forzata e Molina, che sconta una condanna per "corruzione di minore", racconta a Valentín la trama di diversi film per intrattenerlo e fargli dimenticare della loro prigionia. Molina in realtà è stato ingaggiato dalla polizia segreta per carpire i segreti di Valentín in cambio di una riduzione di pena e della speranza di poter vedere la madre malata prima che muoia. I sentimenti che Molina nutre per il compagno di cella sono però autentici e con la sua gentilezza riesce a far innamorare di lei il duro Valentín, che diventa il suo amante. Le rivelazioni di Molina le portano la libertà anticipata per buona condotta e, nel giorno del suo rilascio, Valentín la convince a portare un messaggio ai suoi compagni rivoluzionari. Ma la polizia sorveglia Molina che, quando entra in contatto con i compagni di Valentin, viene ucciso. Nel buio della sua cella e annebbiato dalla morfina, Valentín sente la voce di Molina che lo guida in un'allucinazione più serena che lo porta lontano dagli orrori della prigione. 

## Rappresentazioni
Scritto in spagnolo nel 1983, il dramma ricevette la sua prima solo nel 1985, in una traduzione in lingua inglese realizzata da Allan Baker. La prima avvenne al Bush Theatre di Londra con Simon Callow nel ruolo di Molina e Mark Rylance in quello di Valentin. La prima italiana è dell'agosto 1987, in un allestimento al Parco della Versiliana di Marina di Pietrasanta con la regia di Marco Mattolini, Emilio Bonucci nella parte di Molina e Fabio Maraschi in quella di Valentin. Un nuovo revival inglese è andato in scena alla Donmar Warehouse nel 2007, con Rupert Evans e Will Keen.